# Брянський державний технічний університет
Брянський державний технічний університет — вищий навчальний заклад Брянська. Основний профіль — підготовка інженерів машинобудівних спеціальностей і наукові дослідження в різних галузях машинобудування. Також здійснюється навчання спеціалістів з економічних, комп'ютерних і загальнотехнічних спеціальностей.

## Коротка історія
1922 — при заводі «Червоний Профінтерн» (рос. «Красный Профинтерн») (нині ЗАТ «БМЗ») засновано Бежицький робітничий факультет.
1929 — на базі робфаку засновано Бежицький машинобудівний інститут для підготовки інженерів з машинобудування. Іде набір за спеціальностями гаряча та холодна обробка металів, ливарство, локомобілебудування, верстатобудування, холодильні, підіймально-транспортні установки, вагонобудування.
1932 — затверджено нові спеціальності: «Вагонобудування», «Обробка металів тиском», «Холодна обробка металів різанням», «Ливарне виробництво». Дещо пізніше — «Паротягобудування».
1934 — перший випуск інженерів.
5 листопада 1934 — інституту вручено ударний Червоний прапор як «найкращій кузні пролетарських кадрів».
1935 — заснування аспірантури.
1936 — через перейменування м. Бежиці в м. Ордженікідзеград інститут перейменовано в Орджонікідзеградський машинобудівний інститут.
24 серпня 1941 року вийшов наказ про евакуацію першого ешелону вишу на Урал в м. Нижній Тагіл Свердловської області.
1944 — Бежицький механіко-машинобудівний інститут.
1945 — Бежицький інститут транспортного машинобудування.
1956 — через входження Бежиці до складу Брянська інститут отримує ім'я Брянський інститут транспортного машинобудування, або БІТМ, як інститут називають і досі.
1962 — засноване заочне відділення зі строком навчання 6 років.
1967 — БІТМу вперше було надано право приймати до захисту кандидатські дисертації та присуджувати вчені ступені кандидатів наук. Утворено першу дисертаційну раду.
1970 — упроваджено 2-й навчальний корпус.
19 червня 1979 року — утворено видавництво БДТУ.
2 листопада 1979 року «За заслуги в підготовці кваліфікованих спеціалістів для народного господарства, розвитку науки та техніки» Наказом Президії Верховної Ради СРСР Брянський інститут транспортного машинобудування був нагороджений орденом «Знак Пошани».
1988 — у структурі вишу створено факультет з навчання без відриву від виробництва з вечірнім і заочними відділеннями та представництвом у м. Людиново Калузької області.
1992 — на базі АСУ БІТМу створено Брянський обласний центр нових інформаційних технологій.
1995 — виш пройшов атестацію експертної комісії Асоціації технічних університетів Росії, і наказом Держкомвишу від 28 грудня 1995 року його перейменовано у Брянський державний технічний університет.
4 квітня 2006 — за ініціативою БДТУ створено Міжнародну асоціацію вишів прикордонних областей Білорусі та Росії.
25 червня 2008 — до складу БДТУ як структурний підрозділ вишу включено Федеральний державний освітній заклад середньої професійної освіти «Брянський політехнічний коледж імені Миколи Опанасовича Кубяка» (рос. ФГОУ СПО «Брянский политехнический колледж им. Н. А. Кубяка»).
За роки існування зі стін вишу вийшло близько 40 тисяч інженерів різних спеціальностей.

## Факультети
- ННТІ (рос. УНТИ) — Навчально-науковий технологічний інститут
- ФЕЕ — Факультет енергетики й електроніки
- МТФ — Механіко-технологічний факультет
- ННІТ (рос. УНИТ) — Навчально-науковий інститут транспорту
- ФІТ — Факультет інформаційних технологій
- ФЕУ — Факультет економіки й управління
- ФНБВВ (рос. ФОБОП) — Факультет навчання без відриву від виробництва (вечірнє та заочне навчання)
- ФДП — Факультет довишівської підготовки
- БРЦПК — Брянський регіональний центр підвищення кваліфікації та перепідготовки кадрів
- Політехнічний коледж БДТУ.

## Кадровий склад
Загалом у БДТУ працює 820 співробітників і робітників професорсько-викладацького складу. Освітній процес у БДТУ здійснюється висококваліфікованими спеціалістами. Загальна чисельність штатного професорсько-викладацького складу понад 352 людини, з них переважна більшість має вчені ступені та звання. В університеті викладає 47 професорів.
Керівництво БДТУ:
- Ректор БДТУ — доктор технічних наук, професор Лаґєрєв Олександр Валерійович
- Перший проректор з навчальної роботи — кандидат технічних наук, доцент Мисютін Олексій Петрович
- Проректор з наукової роботи — кандидат технічних наук, доцент Сазонов Сергій Петрович
- Проректор з якості й інноваційної роботи — доктор технічних наук, професор Горленко Олег Олександрович
- Проректор з інформатизації та міжнародної співпраці — доктор технічних наук, професор Аверченков Володимир Іванович
- Проректор з позанавчальної та соціальної роботи — кандидат психологічних наук Гарбузова Галина Володимирівна
- Проректор з адміністративно-господарської роботи — Тарасов Анатолій Кузьмич
- Проректор із середньої професійної освіти — кандидат сільськогосподарських наук, Лямцев Володимир Петрович
- Радник при ректораті — кандидат технічних наук, професор Попков Володимир Іванович

Серед викладачів університету працюють:
- 4 академіки, 11 членів і членів-кореспондентів різних академій;
- 4 заслужених діячів науки та техніки Росії;
- 1 лауреат премії Уряду Російської Федерації;
- 7 заслужених машинобудівників;
- 6 заслужених працівників вищої школи;
- 1 заслужений працівник фізичної культури;
- 13 почесних працівників вищої професійної освіти;
- 6 працівників газової промисловості;
- 1 заслужений економіст РФ;
- 5 майстрів спорту.

## Знамениті випускники
- Бірюков Геннадій Павлович (генеральний директор, генеральний конструктор Конструкторського бюро транспортного машинобудування Російського авіаційно-космічного агентства, доктор технічних наук)
- Бойко Сергій В'ячеславович (генеральний директор ВАТ «Центральний науково-дослідний і конструкторський інститут паливної апаратури автотракторних і стаціонарних двигунів», кандидат технічних наук)
- Василенко Олександр Альбертович (генеральний директор ВАТ «Тверський вагонобудівний завод»)
- Гладков Григорій Васильович (композитор)
- Коссов Валерій Семенович (генеральний директор ВАТ «Науково-дослідний і конструкторсько-технологічний інститут рухомого складу», доктор технічних наук)
- Лаґєрєв Олександр Валерійович (ректор БДТУ, доктор технічних наук, професор, лауреат премії Уряду РФ)
- Молдавер Володимир Ілліч (5-й керівник Московської залізниці)
- Фролов Костянтин Васильович (академік РАН, у 1975—2007 рр. директор Інституту машинобудування РАН)
- Ящерицин Петро Іванович (академік Національної академії наук Білорусі)